# Aerumnosa perfida
Aerumnosa perfida är en tvåvingeart som beskrevs av Werner Mohrig 1999. Aerumnosa perfida ingår i släktet Aerumnosa och familjen sorgmyggor. Inga underarter finns listade i Catalogue of Life.